# 槐山郡

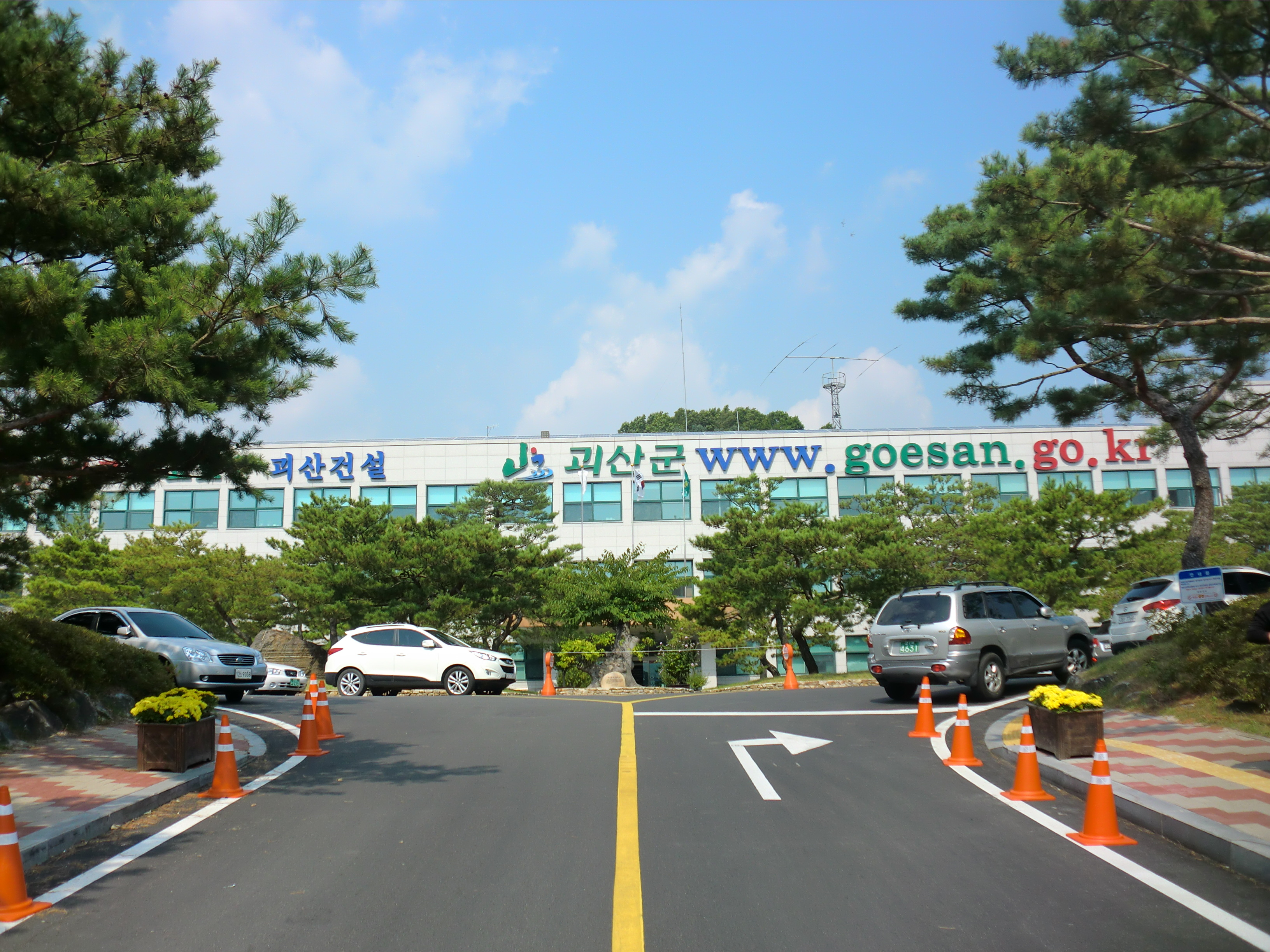
槐山郡庁

槐山郡（クェサンぐん）は、大韓民国忠清北道の中部にある郡である。東部を慶尚北道と接している。

## 歴史
- 1895年旧暦閏5月1日 - 忠州府槐山郡に改編。
- 1896年8月4日 - 忠清北道槐山郡に改編。
- 1914年4月1日 - 郡面併合により、槐山郡・延豊郡・清安郡の大部分（西面を除く）・清州郡の一部（青川面）・忠州郡の一部（甘勿面・栗池面）を槐山郡として編成。槐山郡に以下の面が成立。[2]（14面）
  - 邑内面・青川面・七星面・仏頂面・沼寿面・沙梨面・文光面・甘勿面・延豊面・長延面・上芼面・清塘面・曽坪面・道安面
- 1917年（14面）
  - 邑内面が槐山面に改称。
  - 清塘面が清安面に改称。
- 1947年2月1日[3]（14面）
  - 長延面斐道里が七星面に編入。
  - 仏頂面四倉里・新基里・陵村里が槐山面に編入。
- 1949年8月13日 - 曽坪面が曽坪邑に昇格。[4]（1邑13面）
- 1963年1月1日（1邑12面）[5]
  - 上芼面（現・水安堡面）を中原郡に移管。
  - 慶尚北道聞慶郡籠岩面三松里が青川面に編入。
- 1973年7月1日（1邑12面）[6]
  - 仏頂面文等里が陰城郡蘇伊面に編入。
  - 中原郡利柳面河文里が仏頂面に編入。
  - 清原郡北二面楚中里が曽坪邑に編入。
  - 甘勿面倹承里が槐山面に編入。
- 1979年5月1日 - 槐山面が槐山邑に昇格。[7]（2邑11面）
- 1989年1月1日 - 長延面太城里が七星面に編入。[8]（2邑11面）
- 1990年12月31日 - 曽坪邑と道安面を管轄する忠清北道曽坪出張所を設置。[9]（2邑11面）
- 2003年8月30日 - 忠清北道曽坪出張所が曽坪郡に昇格・分離。[10]（1邑10面）

## 行政

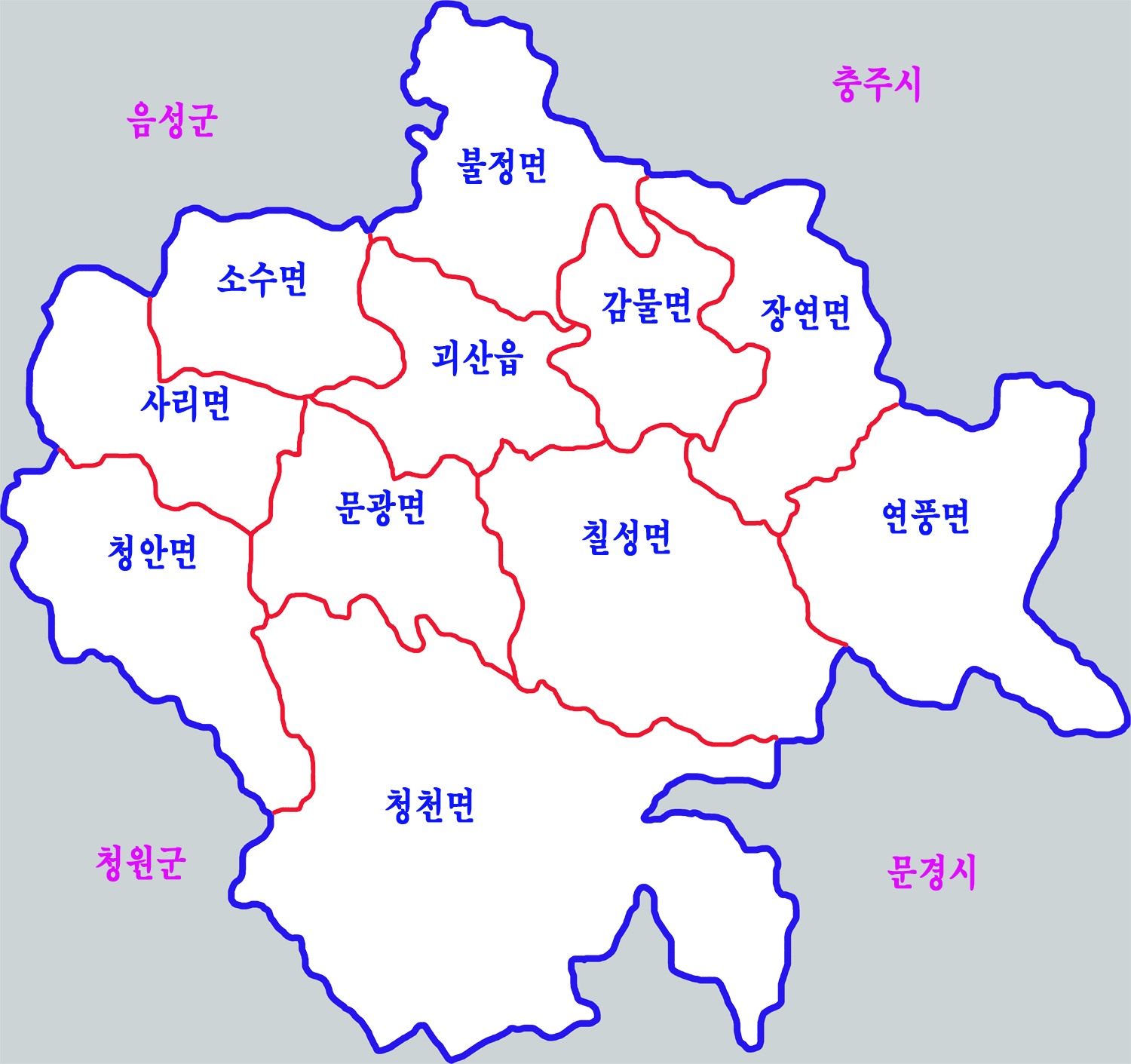
行政区域図

### 行政区域
| 邑・面 | 法定里 |
| ------ | --- |
| 槐山邑 | 倹承里、陵村里、大徳里、大寺里、東部里、四倉里、西部里、新基里、新項里、丁用里、霽月里 |
| 青川面 | 江坪里、巨鳳里、古聖里、官坪里、帰晩里、錦坪里、大田里、大峙里、徳坪里、桃源里、武陵里、釜城里、沙器幕里、沙潭里、三楽里、三松里、上新里、善坪里、松面里、新月里、如思旺里、雲橋里、月門里、梨坪里、地境里、芝村里、青川里、平丹里、華陽里、厚永里、後坪里 |
| 七星面 | 葛邑里、道井里、杜川里、斐道里、沙隠里、沙坪里、松洞里、双谷里、外沙里、栗院里、栗池里、台城里 |
| 仏頂面 | 牧渡里、三訪里、細坪里、新興里、鶯川里、外嶺里、雄洞里、芝荘里、倉山里、楸山里、塔村里、河文里 |
| 沼寿面 | 叩馬里、吉善里、夢村里、沼岩里、寿里、阿城里、沃峴里、笠岩里 |
| 沙梨面 | 老松里、方丑里、沙潭里、笑梅里、水岩里、梨谷里、中興里、禾山里 |
| 文光面 | 光徳里、大明里、文法里、方城里、松坪里、新基里、陽谷里、玉城里、柳坪里、黒石里 |
| 甘勿面 | 光田里、九越里、梅田里、伯陽里、五城里、五倉里、鯉潭里 |
| 延豊面 | 葛琴里、盆地里、三豊里、院豊里、柳上里、柳下里、積石里、周榛里、杏村里 |
| 長延面 | 広陳里、方谷里、松徳里、五佳里、長岩里、鳥谷里、楸店里 |
| 清安面 | 錦新里、文塘里、文芳里、白峰里、富興里、雲谷里、邑内里、長岩里、釣川里、清龍里、孝根里 |

### 警察
- 槐山警察署
  - 槐山地区隊
  - 清安派出所
  - 延豊派出所
  - 七星派出所
  - 青川派出所
  - 仏頂派出所
  - 沼寿治安センター
  - 沙梨治安センター
  - 長延治安センター
  - 甘勿治安センター
  - 松面治安センター

### 消防
- 槐山消防署

## その他
槐山邑には、日本の対馬（長崎県）が「独島」（竹島）同様大韓民国固有の領土であるとして、韓国への対馬「返還」を求める「対馬取り戻し運動本部」がある。

## 交通

### 鉄道
- 韓国鉄道公社
  - 中部内陸線：延豊駅

### 高速道路
- 中部内陸高速道路
  - 延豊インターチェンジ - 槐山サービスエリア - 槐山インターチェンジ